# What Is Love? (альбом Clean Bandit)
What is Love? (с англ. — «Что такое любовь?») — второй студийный альбом британской электронной группы Clean Bandit.

## История создания
В ноябре 2017 года Clean Bandit снялись в фотосессии для журнала Fault, а также дали изданию большое интервью, в котором рассказали о работе над предстоящим альбомом, выход которого был намечен на начало следующего года. Грэйс Чатто назвала тексты, написанные для второго альбома, «более серьёзными» в сравнении с первой пластинкой, в то время как музыка осталась танцевальной. Она также отметила, что если при работе над первым альбомом основной фокус был на электронном звучании, то в этот раз группа сначала записывала вокал и партии фортепиано, а затем обрабатывала получившийся материал на компьютере. Джейк Петтерсон объяснил большой перерыв между выпуском альбомов тем, что группа сама продюсирует и пишет свою музыку, а также самостоятельно занимается производством своих клипов. Люк Петтерсон отметил, что при работе над новым альбомом группа ещё больше углубилась в работу над видеоклипами и «старалась не ограничивать себя» в творческом процессе.
В интервью изданию The Guardian Джек Петтерсон рассказал, что для записи нового альбома группа хотела поработать над совместными треками с Бруно Марсом и Гарри Стайлзом. Для альбома также была записана совместная композиция с Элтоном Джоном, однако звучание песни не совпадало с образом певца и концепцией альбома. По словам Грэйс Чатто, для альбома также была записана песня с Гвен Стефани.
Альбом был выпущен 30 ноября 2018 года на звукозаписывающем лейбле Atlantic Records. Он стал первым для группы в новом составе, после того как Нил Амин-Смит покинул группу в 2016 году. В поддержку альбома было выпущено 6 синглов: «Tears» (с Луизой Джонсон), «Rockabye» (с Шоном Полом и Анн-Мари), «Symphony» (с Сарой Ларссон), «I Miss You» (с Джулией Майклз), «Solo» (с Деми Ловато), «Baby» (с Мариной и Луисом Фонси) и «Mama» (с Элли Голдинг).

## Оценки критиков
| Совокупная оценка | Совокупная оценка |
| Источник          | Оценка            |
| ----------------- | ----------------- |
| Metacritic        | 66/100            |
| Оценки критиков   |                   |
| Источник          | Оценка            |
| AllMusic          | [ 6 ]             |
| The Guardian      | [ 7 ]             |
| The Independent   | [ 2 ]             |

Альбом What is Love? получил от критиков смешанные отзывы. На сайте Metacrititc альбом получил 66 из 100 возможных баллов от критиков и 7.3 балла из 10 от пользователей сайта. Обозреватель The Guardian Рейчел Ароэсти оценила альбом на 2 из 5 звёзд; она отметила, что «группа настолько привыкла выпускать отдельные синглы, что выпуск альбома является чистой формальностью», сама музыка часто звучит «вымученно» и «пронизана нелогичностью» (например, Шон Пол, поющий о тяжёлой жизни матери-одиночки в треке «Rockabye»). В Independent альбом оценили на 2 из 5 звёзд, отметив, что он был записан с расчётом на хорошие продажи, но не для репрезентации искусства, и назвав «Baby» единственным выдающимся треком с альбома. Нил З. Йунг на портале AllMusic посчитал, что альбом стоил нескольких лет ожидания и оказался не хуже хитов группы с предыдущей пластинки.

## Треклист
| №                   | Название                                               | Автор(ы)                                                                                | Producer(s)                     | Длительность |
| ------------------- | ------------------------------------------------------ | --------------------------------------------------------------------------------------- | ------------------------------- | ------------ |
| 1.                  | «Symphony» (с Сарой Ларссон)                           | Jack Patterson Ina Wroldsen Steve McCutcheon Ammar Malik                                | Patterson Mark Ralph            | 3:32         |
| 2.                  | «Baby» (с Мариной и Луисом Фонси)                      | Patterson Camille Purcell Jason Evigan Marina Diamandis Matthew Knott Luis Lopez-Cepero | Patterson Grace Chatto Ralph    | 3:25         |
| 3.                  | «Solo» (с Деми Ловато)                                 | Patterson Chatto Fred Gibson Purcell Lovato                                             | Patterson Chatto Ralph Fred     | 3:43         |
| 4.                  | «Rockabye» (с Шон Полом и Анн-Мари)                    | Patterson Wroldsen McCutcheon Malik Sean Henriques                                      | Patterson Ralph Steve Mac       | 4:10         |
| 5.                  | «Mama» (с Элли Голдинг)                                | Patterson Chatto Evigan Caroline Ailin Goulding                                         | Patterson Chatto Ralph          | 3:09         |
| 6.                  | «Should've Known Better» (с Анн-Мари)                  | Patterson Samuel Romans Anne-Marie Nicholson [ 12 ]                                     | Patterson Chatto Ralph Romans   | 3:35         |
| 7.                  | «Out at Night» (с Кайл и Big Boi)                      | Patterson John Ryan II Julian Bunetta Antwan Patton                                     | Patterson Chatto Ralph          | 3:54         |
| 8.                  | «Last Goodbye» (с Туве Стюрке and Стеффлон Дон)        | Patterson Emily Schwartz Ilya Salmanzadeh Stephanie Allen                               | Patterson Chatto Ralph Ilya     | 3:19         |
| 9.                  | «We Were Just Kids» (c Крейгом Дэвидом и Кирстен Джой) | Patterson Cara Salimando Jonathan Price                                                 | Patterson Chatto Ralph          | 3:29         |
| 10.                 | «Nowhere» (с Ритой Орой и Кайл)                        | Patterson Chatto Jonnali Parmenius Linus Wiklund Ilsey Juber Kyle Harvey                | Patterson Chatto Ralph Lotus IV | 3:46         |
| 11.                 | «I Miss You» (с Джулией Майклз)                        | Patterson Chatto Michaels                                                               | Patterson Chatto Ralph          | 3:25         |
| 12.                 | «In Us I Believe» (с Альмой)                           | Patterson Uzoechi Emenike [ 13 ]                                                        | Patterson Chatto Ralph          | 3:27         |
| Общая длительность: | Общая длительность:                                    | Общая длительность:                                                                     | Общая длительность:             | 42:54        |

| №                   | Название                                     | Автор(ы) | Producer(s)                                         | Длительность |
| ------------------- | -------------------------------------------- | --- | --------------------------------------------------- | ------------ |
| 13.                 | «24 Hours» (с Ясмин Грин)                    | Patterson Parmenius Ryan II Bunetta                                                                                   | Patterson Ralph John Ryan Bunetta                   | 3:02         |
| 14.                 | «Playboy Style» (с Charli XCX и Bhad Bhabie) | Patterson Chatto Danielle Bregoli George Astasio Jason Pebworth Jonathan Shave Ryan Alan Alexander Oriet David Phelan | Patterson Chatto Ralph The Invisible Men Salt Wives | 3:40         |
| 15.                 | «Beautiful» (с Давидо и Love Ssega)          | Patterson Ssegawa-Ssekintu Kiwanuka David Adeleke                                                                     | Patterson Chatto Ralph                              | 3:44         |
| 16.                 | «Tears» (с Луизой Джонсон)                   | Patterson Romans | Patterson Ralph                                     | 3:45         |
| Общая длительность: | Общая длительность:                          | Общая длительность:                                                                                                   | Общая длительность:                                 | 57:05        |

| №                   | Название                                        | Автор(ы)                                      | Producer(s)         | Длительность |
| ------------------- | ----------------------------------------------- | --------------------------------------------- | ------------------- | ------------ |
| 17.                 | «Rather Be» (с Джесс Глинн)                     | Patterson Chatto James Napier Nicole Marshall | Patterson Chatto    | 3:48         |
| 18.                 | «I Miss You (Piano version)» (с Джулией Майклз) | Patterson Chatto Michaels                     | Patterson Chatto    | 3:37         |
| Общая длительность: | Общая длительность:                             | Общая длительность:                           | Общая длительность: | 65:02        |

## Чарты
| Чарт (2018-19)                          | Пиковая позиция |
| --------------------------------------- | --------------- |
| Австралия (ARIA)                        | 48              |
| Бельгия/Фландрия (Ultratop)             | 56              |
| Бельгия/Валлония (Ultratop)             | 131             |
| Канада (Canadian Albums Chart)          | 50              |
| Нидерланды (Album Top 100)              | 47              |
| Финляндия (Suomen virallinen lista)     | 9               |
| Франция (SNEP)                          | 141             |
| Венгрия (MAHASZ)                        | 9               |
| Ирландия (IRMA)                         | 30              |
| Япония (Oricon)                         | 29              |
| Новая Зеландия (RMNZ)                   | 38              |
| Шотландия (Scottish Albums Chart)       | 28              |
| Испания (PROMUSICAE)                    | 77              |
| Швейцария (Schweizer Hitparade)         | 58              |
| Великобритания (UK Albums Chart)        | 15              |
| США (Billboard 200)                     | 141             |
| США (Billboard Dance/Electronic Albums) | 1               |

## Продажи и сертификации
| Регион | Сертификация          | Продажи    |         |
| --- | --------------------- | ---------- | ------- |
| | Канада (Music Canada) | Платиновый | 80 000  |
| | США (RIAA)            | Золотой    | 500 000 |
| * Данные о продажах приведены только на основе сертификации. · ^ Данные о тиражах приведены только на основе сертификации. · Данные о продажах + прослушиваниях приведены только на основе сертификации. |                       |            |         |